# Sant Sadurní d'Anoia
41°25′B 1°47′Đ / 41,417°B 1,783°Đ
Sant Sadurní d'Anoia là một đô thị trong comarca Alt Penedès, Girona, Catalonia, Tây Ban Nha.

## Biến động dân số
| 1900 | 1930 | 1950 | 1970 | 1986 | 2005   |
| ---- | ---- | ---- | ---- | ---- | ------ |
| 2671 | 4198 | 4168 | 7074 | 8805 | 11.359 |